# برانهاميلا
النوع الوحيد في جنس بكتيريا برانهاميلا (بالإنجليزية: Branhamella) هو موراكسيلة نزلية.

## أصل التسمية
ترجع تسمية برانهاميلا إلى اسم عالمة الأحياء الدقيقة الأمريكية سارة برانهام.